# Riley 10.8
Der Riley 10.8 war ein Pkw von Riley.

## Beschreibung
Es war ein Mittelklasse-Pkw mit Vierzylindermotor, den Riley 1919 als erstes Nachkriegsmodell vorstellte.
Der Wagen besaß einen Vierzylinder-Blockmotor mit 65,8 mm Bohrung und 110 mm Hub, somit 1498 cm³ Hubraum, seitlich stehenden Ventilen und Wasserkühlung. Dieser Motor leistete 35 bhp (25,7 kW) bei 3200 min−1. Das Fahrgestell hatte einen Radstand von 2743 mm, die Aufbauten des viersitzigen Tourenwagens waren 3962 mm lang und 1676 mm breit. Erstmals bei Riley waren alle vier Räder an Halbelliptik-Blattfedern aufgehängt (Bei den früheren Modellen hingen die Hinterräder an Dreiviertelelliptik-Blattfedern). Das Fahrgestell wog 648 kg.
1923 kam ein Riley 10.8 Redwing dazu. Diese besonders sportlichen Modelle hatten elegante, bis zum Einstieg schräg nach hinten gezogene vordere Kotflügel. Mechanisch entsprachen sie allerdings den Standardmodellen. Diese Sonderausführung wurde bis 1926 angeboten.
1928 lief auch das Standardmodell aus. Nachfolger dieser sportlichen Fahrzeuge wurde ab 1926 der kleinere Riley 9 mit obengesteuertem Motor.